# Конвой № 3211
Конвой № 3211 — японський конвой часів Другої світової війни, проведення якого відбувалось у лютому 1943 року.
Пунктом призначення конвою був атол Трук (Чуук) у центральній частині Каролінських островів, де ще до війни створили потужну базу японського ВМФ, з якої до лютого 1944 року провадились операції у цілому ряді архіпелагів. Вихідним пунктом став розташований у Токійській затоці порт Йокосука (саме звідси традиційно вирушала більшість конвоїв на Трук).
До складу конвою увійшли транспорти «Хюга-Мару», «Сінюбарі-Мару», «Кайко-Мару», «Теньо-Мару № 2 Го» (Tenyo Maru No. 2 Go або Senyo Maru No. 2 Go) та флотське судно-рефрижератор «Кінедзакі» (рахувались як ешелон 3211A), а також судна «Ебон-Мару», «Йова-Мару» та «Ейко-Мару № 2 Го» (належали до ешелону 3211B). Охорона складалась лише з есмінця «Савакадзе».
Загін вийшов із порту 11 лютого 1943 року. Його маршрут пролягав через кілька традиційних районів дій американських підводних човнів. 16 лютого в районі за 30 км на південний схід від острова Агріган (північна група Маріанських островів) американський підводний човен USS Flying Fish випустив по «Хюга-Мару» чотири торпеди, дві з яких влучили у ціль. За півгодини «Хюга-Мару» затонув. Загинуло чотири члени екіпажу, інші моряки були підібрані та доставлені на Паган (Маріанські острови), звідки їх відправили до порту Саєкі (північно-східне узбережжя Кюсю) на переобладнаних легких крейсерах «Бангкок-Мару» та «Сайгон-Мару».
З 21 лютого 1943 року охорону конвою підсилив переобладнаний патрульний корабель «Шонан-Мару № 11» (Shonan Maru No. 11), а 22 лютого «Кінедзакі» відокремилось та попрямувало на атол Кваджалейн (Маршаллові острови).
25 лютого 1943 року конвой прибув на Трук.